# Michael Lott
Michael Lott (* 30. Dezember 1964 in Hamburg) ist ein deutscher Schauspieler und Hörspielsprecher.

## Leben
Michael Lott absolvierte seine Schauspielausbildung bei Hildburg Frese in deren Hamburger Schauspielstudio. Er spielte an den namhaften Bühnen der Hansestadt: Theater im Zimmer (Der zerbrochne Krug), Kampnagel-Fabrik (Kasimir und Karoline), Ernst-Deutsch-Theater (Endstation Sehnsucht, Nathan der Weise), Theater in der Speicherstadt (Der Drache) und im kleinen Haus der Komödie Winterhuder Fährhaus (Der Vorname). Seit 1989 ist er sowohl im Fernsehen als auch im Kino präsent, unter anderem im Fernsehfilm Stauffenberg, in den Fernsehreihen Tatort, Bella Block und Der Alte sowie in den Kinofilmen Werner – Eiskalt!, Wie die Karnickel und Draußen am See sowie Der Medicus und die Hauptrolle in Schmidts Katze. Außerdem hatte er eine Nebenrolle als Polizist im Film Vollidiot.
Lott leiht als Station-Voice unter anderem seine Stimme dem Berliner Rundfunk 91.4, MDR Thüringen, Radio Hamburg, antenne 1, 98.6 charivari sowie Sat.1.
Michael Lott ist verheiratet und hat zwei Töchter.

## Filmografie (Auswahl)
- 1989–1993: Mit Leib und Seele (Fernsehserie, 24 Folgen)
- 1991: Tatort: Tod eines Mädchens (Fernsehreihe)
- 1994: Die Männer vom K3: Ein friedliches Dorf (Fernsehreihe)
- 1996: Die Männer vom K3: Der Deichmörder
- 1998: Bella Block: Auf der Jagd (Fernsehreihe)
- 1998: Adelheid und ihre Mörder (Fernsehserie, Folge Wunder der Technik)
- 1997–2000: Doppelter Einsatz (Fernsehserie, 2 Folgen)
- 1999–2011: Ein Fall für zwei (Fernsehserie, verschiedene Rollen, 3 Folgen)
- 2000: Polizeiruf 110: Tote erben nicht (Fernsehreihe)
- 2000–2001: Im Fadenkreuz (Fernsehserie, 3 Folgen)
- 2001: Tatort: Bienzle und der heimliche Zeuge (Fernsehreihe)
- 2001–2014: SOKO Leipzig (Fernsehserie, verschiedene Rollen, 4 Folgen)
- 2001, 2014: Die Pfefferkörner (Fernsehserie, verschiedene Rollen, 2 Folgen)
- 2002: Wie die Karnickel (Kino)
- 2002: Ritas Welt (Fernsehserie, Folge Helmut)
- 2002–2014: Der Alte (Fernsehserie, verschiedene Rollen, 5 Folgen)
- 2003: Sperling und der Mann im Abseits (Fernsehreihe)
- 2003–2012: SOKO Köln (Fernsehserie, verschiedene Rollen, 3 Folgen)
- 2003–2017: Die Rosenheim-Cops (Fernsehserie, verschiedene Rollen, 3 Folgen)
- 2004: Stauffenberg
- 2004: Tatort: Abschaum (Fernsehreihe)
- 2005: Der Bernsteinfischer
- 2005–2007: LiebesLeben (Fernsehserie, 13 Folgen)
- 2005–2007: Alles außer Sex (Fernsehserie, 12 Folgen)
- 2006: Beutolomäus kommt zum Weihnachtsmann (Fernsehserie, 13 Folgen)
- 2007: Vollidiot (Kino)
- 2007: Der Butler und die Prinzessin
- 2007: Tatort: Ruhe sanft! (Fernsehreihe)
- 2007: Tatort: Spätschicht (Fernsehreihe)
- 2007: Notruf Hafenkante (Fernsehserie, verschiedene Rollen, 2 Folgen)
- 2008: Ein starkes Team: Mit aller Macht (Fernsehreihe)
- 2008: Der Abgrund – Eine Stadt stürzt ein
- 2008: Die Brücke
- 2008: Wenn wir uns begegnen
- 2008: Zwei Weihnachtsmänner
- 2009: Draußen am See (Kino)
- 2009: Kommissar Stolberg (Fernsehserie, Folge Requiem)
- 2009: Die Bremer Stadtmusikanten
- 2009: Männersache (Kino)
- 2010: Die Toten vom Schwarzwald
- 2010: 380.000 Volt – Der große Stromausfall
- 2010: Vater Morgana (Kino)
- 2010: Das Glück ist eine Katze
- 2010: Emmas Chatroom (Fernsehserie, 13 Folgen)
- 2010: Tatort: Am Ende des Tages (Fernsehreihe)
- 2010: SOKO 5113/SOKO München (Fernsehserie, verschiedene Rollen, 2 Folgen)
- 2011: Der letzte Bulle (Fernsehserie, Folge Camping für Anfänger)
- 2011: Tatort: Im Abseits (Fernsehreihe)
- 2011: Werner – Eiskalt! (Kino)
- 2011: Kein Sex ist auch keine Lösung (Kino)
- 2001, 2006: Alarm für Cobra 11 – Die Autobahnpolizei (Fernsehserie, verschiedene Rollen, 2 Folgen)
- 2012: Die Schuld der Erben
- 2012: Wilsberg: Aus Mangel an Beweisen (Fernsehreihe)
- 2012: Willkommen im Krieg
- 2012: Die Männer der Emden (Kino)
- 2012: Nemez (Kino)
- 2012: Wohin der Weg mich führt
- 2013: Blutsschwestern – jung, magisch, tödlich
- 2013: Danni Lowinski (Fernsehserie, Folge Alles Plastik)
- 2013: Der Medicus (Kino)
- 2014: Dora Heldt: Herzlichen Glückwunsch, Sie haben gewonnen!
- 2015: SOKO Donau/SOKO Wien (Fernsehserie, Folge Ausgebremst)
- 2015: Heldt (Fernsehserie, Folge Ein König, zwei Damen)
- 2015: Schmidts Katze (Kino)
- 2015: Helen Dorn: Der Pakt (Fernsehreihe)
- 2015: Heiter bis tödlich: Hubert und Staller (Fernsehserie, Folge Der Waschlappen)
- 2015: SOKO Stuttgart (Fernsehserie, Folge Tod eines Kammerjägers)
- 2016: Akte Ex (Fernsehserie, Folge Zum Sterben schön)
- 2016: Der Zürich-Krimi: Borcherts Fall (Fernsehreihe)
- 2016: Strawberry Bubblegums (Kino)
- 2017: Rock My Heart – Mein wildes Herz (Kino)
- 2018: Nord Nord Mord: Clüver und der leise Tod (Fernsehreihe)
- 2018: Gladbeck (Fernsehzweiteiler)
- 2018: Katie Fforde: Zimmer mit Meerblick (Fernsehreihe)
- 2018: Pastewka (Fernsehserie, Folge Der Camper)
- seit 2018: SOKO Potsdam (Fernsehserie)
- 2019: Die Spezialisten – Im Namen der Opfer (Fernsehserie, Folge Verräter)
- 2020: Deutscher (Fernsehvierteiler)
- 2021: Wenn das fünfte Lichtlein brennt (Weihnachtsfilm)
- 2021: Bettys Diagnose (Fernsehserie, Folge Konfrontation)
- 2022: Mittagsstunde
- 2023: Tatort: Verborgen (Fernsehreihe)
- 2023: Schule am Meer – Familienbande (Fernsehfilm)
- 2024: Die Polizistin und die Sprache des Todes (Fernsehfilm)
- 2024: SOKO Donau/SOKO Wien (Fernsehserie, Folge Die Interne)
- 2025: Die Kanzlei: Irre Zeiten (Fernsehserie)

## Synchronrollen (Auswahl)
Kad Merad
- 2008: Willkommen bei den Sch’tis als Philippe Abrams
- 2009: Der kleine Nick als Papa
- 2009: Safari als Richard Dacier
- 2010: 22 Bullets als Tony Zacchia
- 2010: Nix zu verhaften als Michel Boudriau
- 2010: Fasten auf Italienisch als Dino Fabrizzi / Mourad Ben Saoud
- 2011: Krieg der Knöpfe als Lebrac’s Vater
- 2012: FBI als Richard Bullit / Holk Logan
- 2012: Superstar als Martin Kazinski
- 2013: Eine Hochzeit und andere Hindernisse als Roni Melkowich
- 2014: Der kleine Nick macht Ferien als Papa
- 2014: Plötzlich wieder jung – Zurück in die 80er als Patrice Olesky
- 2014: Super-Hypochonder als Dr. Dimitri Zvenka
- 2017: La Mélodie – Der Klang von Paris als Simon Daoud
- 2019: Stiller Verdacht als Thomas Kertez
- 2022: Ein Triumph als Etienne

Mikael Nyqvist
- 2009: Verblendung als Mikael Blomkvist
- 2010: Verdammnis als Mikael Blomkvist
- 2010: Vergebung als Mikael Blomkvist
- 2011: Atemlos – Gefährliche Wahrheit als Nikola Kozlow
- 2011: Der Chinese als Staffan
- 2012: Disconnect als Stephen Schumacher
- 2013: Europa Report als Dr. Andrei Blok
- 2015: 100 Code (Fernsehserie) als Mikael Eklund

James Nesbitt
- 2009: Jekyll (Fernsehserie) als Dr. Tom Jackman / Mr. Hyde
- 2013: Dr. Monroe (Fernsehserie) als Gabriel Monroe
- 2015: The Missing (Fernsehserie) als Tony Hughes
- 2017–2018: Stan Lee’s Lucky Man (Fernsehserie) als Harry Clayton

### Filme
- 1996: James Spader in 2 Tage in L. A. als Lee Woods
- 1997: Arliss Howard in Der Strom als J.J. Taylor
- 1997: Paul Muni in Stadt an der Grenze als Johnny Ramirez
- 1998: Henry Czerny in Das Mädchen gegenüber als Arthur Bradley
- 2011: Michael Cudlitz in Tage der Unschuld als Sam Robb
- 2012: Édouard Baer in Asterix & Obelix – Im Auftrag Ihrer Majestät als Asterix

### Serien
- 2010: Caroll Spinney in Scrubs – Die Anfänger als Oskar
- 2012–2014: Weißt du eigentlich, wie lieb ich dich hab? als Großer Hase
- 2013: Martin Freeman in Fargo als Lester Nygaard

### Hörspiele
- 2007–2015: Mark Brandis als Mark Brandis
- 2014–2017: Mark Brandis: Raumkadett als Erzähler
- 2018: Die drei ??? Kids Folge 65 – Mission Goldhund als Sergeant Bofinger
- 2024: Die drei ??? Folge 227 – Melodie der Rache als Wilfred

### Computerspiele
- 2011: Deus Ex: Human Revolution als Adam Jensen
- 2015: Fallout 4 als Ältester Maxson
- 2016: Deus Ex: Mankind Divided als Adam Jensen
- 2017: ELEX als Protagonist Jax[3]
- 2022: ELEX 2 als Protagonist Jax

## Ehrungen
- 2010 erhielt Lott den Deutschen Preis für Synchron für seine Synchronisation von Willkommen bei den Sch’tis.